# Nilaus Fristrup
Nilaus Fristrup (24. september 1836 i København – 15. juni 1909 sammesteds) var en dansk dekorationsmaler.

## Uddannelse
Han var søn af møllersvend, senere banevogter Hans Ferdinand Fristrup og Maren Nilausdatter, kom efter sin konfirmation i huset hos hofkandestøber Høy, fik adgang til G.F. Hetschs tegneskole, kom derefter i malerlære hos malermester og stukkatør Weber 1851-53 og besøgte samtidig fra 1852 til januar 64 Kunstakademiet, hvor han 1857 vandt den lille sølvmedalje i dekorationsklassen, og af hvis modelskole han 1859 blev elev. I 1864 havde han deltaget i krigen, hvor han blev såret og krigsfange, men fik dog lejlighed til at gøre kunststudier under sit tvungne ophold i Østrig. Efter hjemkomsten ægtede han 2. juli 1867 i København Augusta Magdalene Høy (7. januar 1840 i København - 5. august 1875 i Venedig), datter af ovennævnte kandestøber Hans Christensen Høy (1805-1876) og Augusta Vilhelmine født Møller (1819-1860). I 1867 var han udenlands med understøttelse fra Den Reiersenske Fond og besøgte verdensudstillingen i Paris dette år.

## Karriere
Han udstillede fra 1857 til 1879 dels som dekorationsmaler, dels som landskabs- og dyrmaler; i 1872 vandt han Den Sødringske Opmuntringspræmie for Fra Strandmølleåen. Imidlertid havde Fristrup med mere og mere iver lagt sig efter dekorationsfaget og havde også begyndt at modellere i dette fag, hvori han i 1871 fik den Neuhausenske Præmie (En orneret Lisén med Basis og Kapitæl). I tidens deltog han i en mængde til dels betydelige dekorationsarbejder, således til Det Kongelige Teaters tilskuersalon, i forening med billedhugger Lauritz Prior, en del af dekorationen i ophøjet arbejde. I 1876 blev han overlærer ved dagskolen ved Det tekniske Selskabs Skole, men allerede i oktober 1875 var han med sin hustru rejst udenlands og fik i 1876 Akademiets rejsestipendium på 1600 kroner, som fornyedes for 1877. På rejsen havde han den sorg at miste sin, af brystsyge lidende hustru, der døde i Venedig og jordedes der. Ikke desto mindre havde han gjort en rig høst af dekorative studier i Italien, som efter hans hjemkomst i slutningen af 1878 med bifald blev set af Akademiet.
Om sommeren det følgende år rejste han atter til Italien og fandt sin anden hustru der i Catarina Stoppini (12. april 1853 i Assisi - 20. marts 1931 i København), til hvem han blev borgerlig viet den 9. oktober 1879 i Assisi; hun var datter af hotelejer Serafino Stoppini og Carmela Biondi. Senere blev der opnået pavelig sanktion af dette ægteskab. Akademiet, som i længere tid havde søgt en dygtig lærer til sin omordnede og udvidede dekorationsskole, valgte Fristrup til denne plads, hvori han blev ansat den 30. juni 1881, og røgtede siden det omfattende og anstrengende hverv som denne skoles bestyrer, på samme tid som han vedblev at virke ved Det tekniske Selskabs Skole. I 1883 blev han medlem af Kunstakademiet og den 22. april 1890 blev han valgt til medlem af Akademiraadet; den 26. maj 1892 blev han Ridder af Dannebrog. Han bar også Erindringsmedaillen for Krigen 1864.
Da Philip Schou 1868 blev medejer af fajencefabrikken Aluminia, knyttede han Fristrup til sig sammen med Vilhelm Dahlerup og Vilhelm Klein, da han ønskede at forbedre fajancens kunstneriske kvalitet.
Han er begravet på Vestre Kirkegård.

## Værker
- Fra Strandmøllen (1872, Den Sødringske Opmuntringspræmie)
- Jægerbakken ved Frederiksborg (forhen Johan Hansens samling)
- Ornamenterne på plafond (den firkantede foyer, Det Kongelige Teater, 1870'erne)

Dekorative tegninger og bogkunst:
- Tegning til 500-kronerseddel (1875)
- Tegning til skrin (givet til Christian IX og dronning Louise af Det Store Nordiske Telegrafselskab, 1892, udført af Vilhelm Christesen, skrinet i Dronningens Håndbibliotek og tegningen i Designmuseum Danmark)
- Tegning til guldbryllupsmedalje (1892, udført af Vilhelm Christesen)
- Tegning til bogbind i lædermosaik, det ene til Kelmscott Press' udgave af William Morris: King Florus (udstillet 1894, udført af Immanuel Petersen)
- Tegning til vaser (Den kgl. Porcelainsfabrik)
- Dekorative tegninger, udført i Italien og brugt i undervisning (købt 1907 af Kunstakademiet, Danmarks Kunstbibliotek)

Han er repræsenteret Den Kongelige Kobberstiksamling (med tegninger), Københavns Museum (maleri), Designmuseum Danmark (dekorative tegninger og bogkunst) og i Museet på Koldinghus